# Одни в Берлине
«Одни в Берлине» (англ. Alone in Berlin) — исторически-драматический фильм 2016 года совместного производства Германии, Великобритании и Франции, снятый швейцарским режиссёром Венсаном Пересом по роману «Каждый умирает в одиночку» Ганса Фаллады, вышедшем в 1947 году. Мировая премьера ленты состоялась в феврале 2016 года на Берлинском международном кинофестивале.

## Сюжет
Фильм рассказывает о супругах Квангель во времена Второй мировой войны, которые, узнав о смерти сына на поле боя, решают самостоятельно противостоять нацистскому режиму. Отто Квангель начинает изготавливать небольшие послания (которые он пишет особым почерком на открытках того времени), и, вместе с супругой, раскладывает их по всему Берлину, в самых разных местах. В своих посланиях Отто рассказывает для случайного читателя, насколько жесток и неправилен нацистский режим Гитлера. Наконец, когда Отто и его супругу обнаруживает местная полиция, их обоих сажают в камеру, а продажный суд приговаривает супругов Квангель к  гильотине.